# Église orthodoxe serbe Saint-Sava
L'Église orthodoxe serbe Saint-Sava (en suédois : Sankt Sava serbisk-ortodoxa kyrka, serbe : Свети Сава Српска православна црква/Sveti Sava Srpska pravoslavna crkva) est une église située dans le quartier de Enskede gård à Stockholm en Suède.  

## Présentation
L'église orthodoxe serbe est située à l'extrémité ouest de Bägerstavägen, près du manoir d'Enskede gård.
L'église est dédiée à Saint-Sava, fondateur  et premier archevêque de l'Église orthodoxe serbe. 
C'est également la cathédrale de l'Éparchie de Grande-Bretagne et de Scandinavie.

## Histoire
En 1983, la congrégation de Saint-Sava a repris une église à Enskede, qui appartenait auparavant à une congrégation de l'église swedenborgienne.
Au cours des travaux de restauration de l'église et de sa conversion à l'église orthodoxe serbe, de graves dégâts dus à la moisissure et à l'humidité ont été découverts, ce qui a obligé à la démolir, et une nouvelle a été construite à sa place sur le même site en 1991.
Le 5 octobre 2014, l'église a été inaugurée, après avoir été utilisée pendant de nombreuses années. La cérémonie a été suivie, entre autres, par le patriarche orthodoxe serbe de l'époque, Irénée, et le prince Alexandre de Yougoslavie.

## Galerie

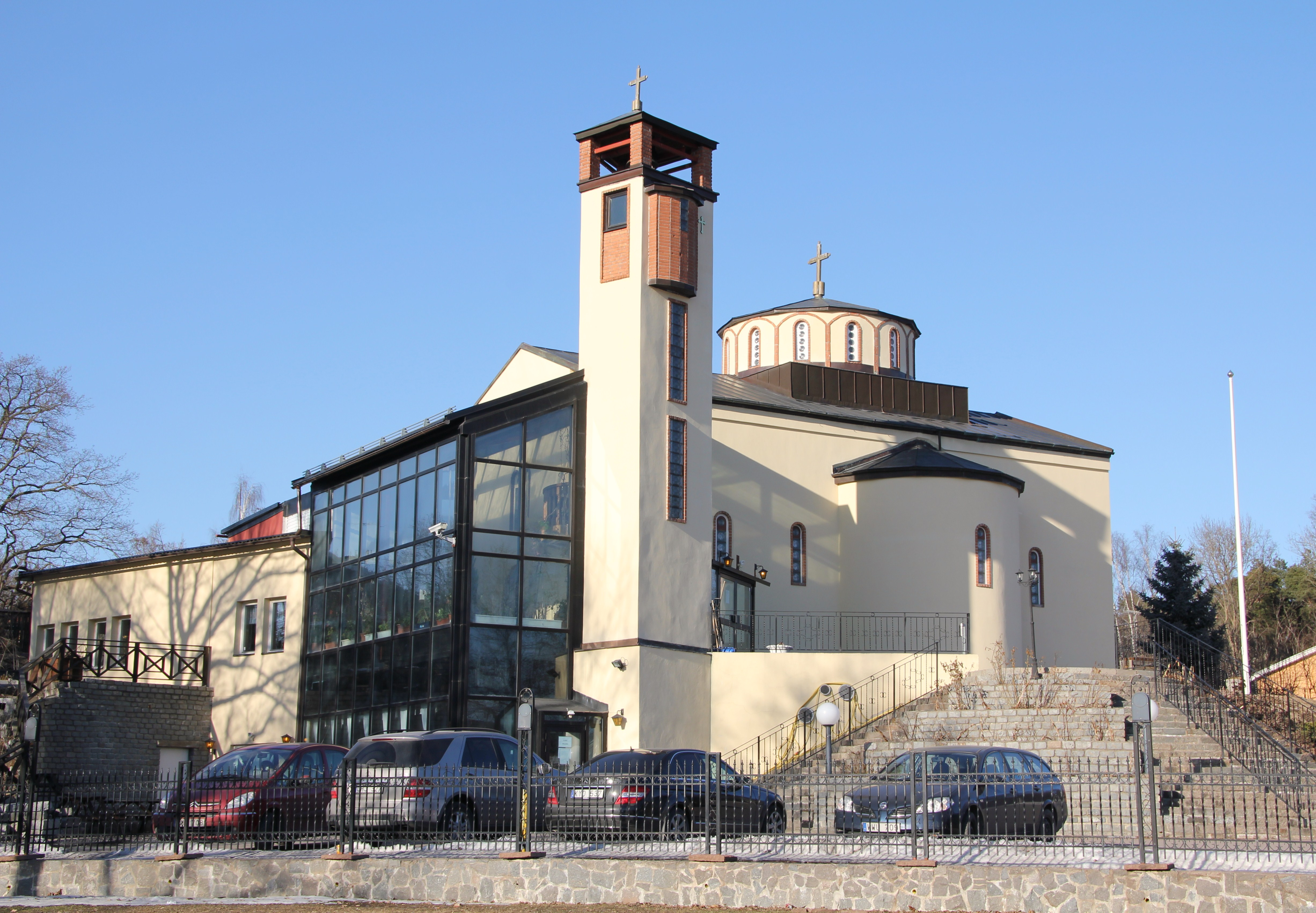
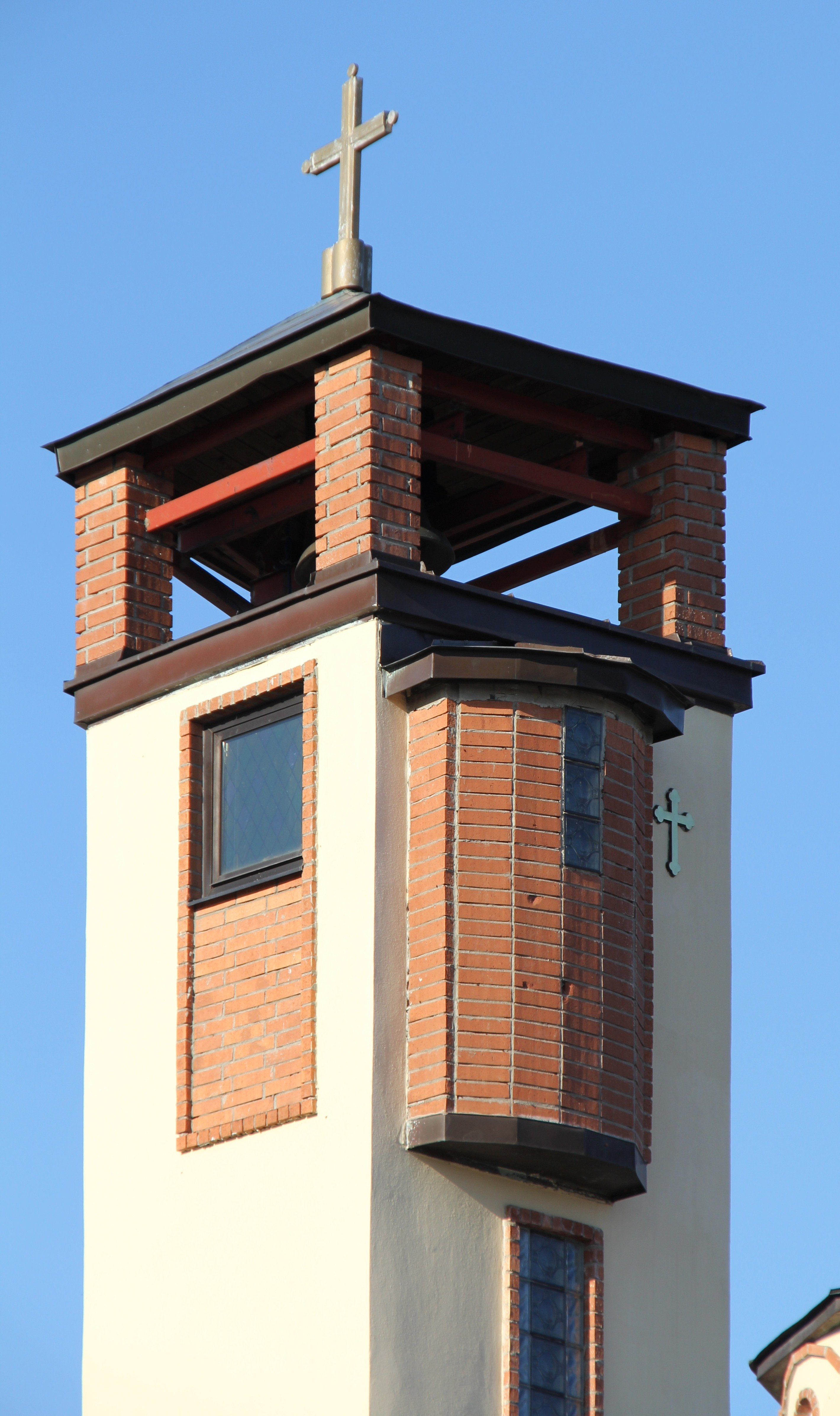
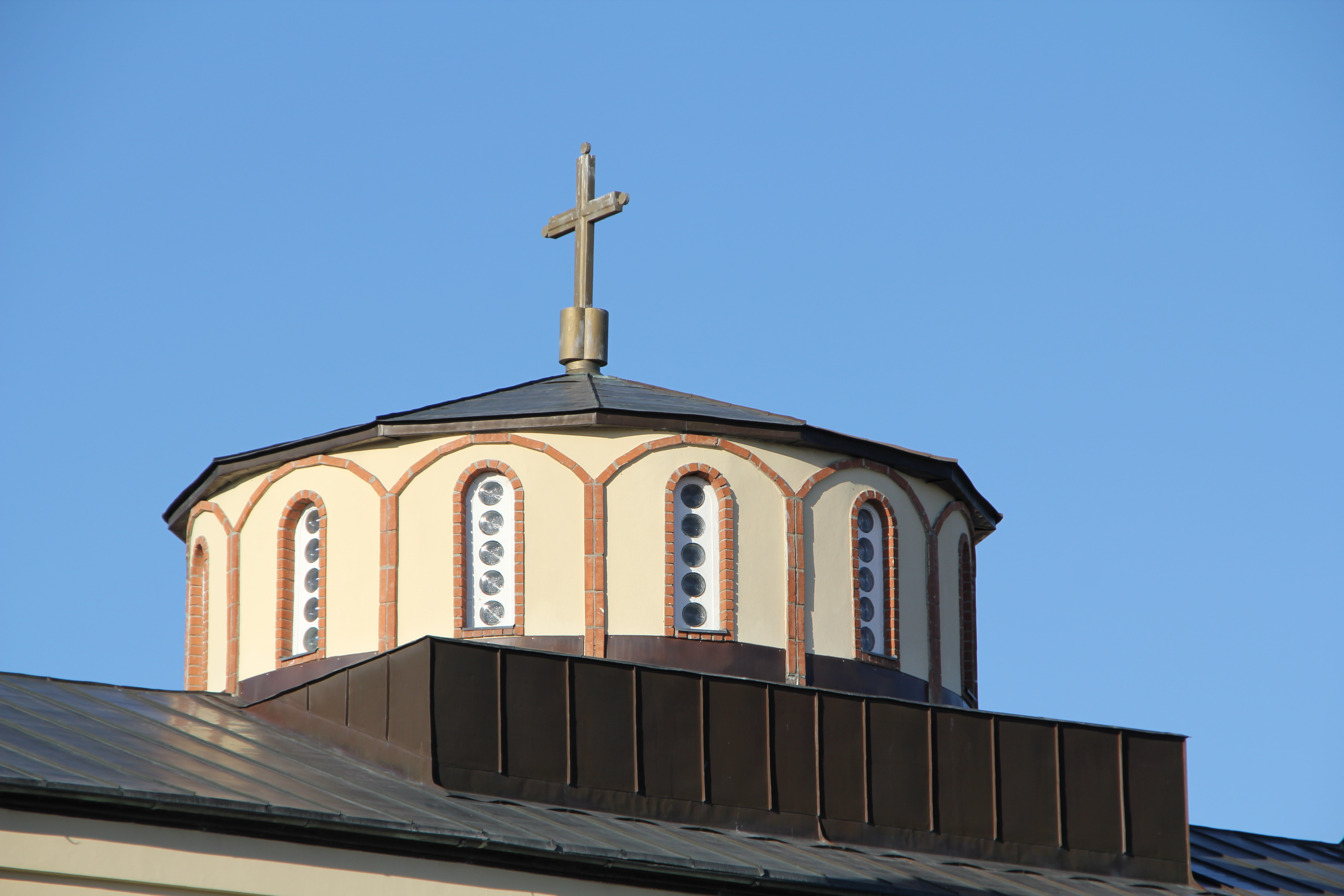